# Finlands armé
Finlands landstridskrafter dvs. Finlands armé bildar den största delen av Finlands försvarsmakt. Landstridskrafterna är en av Finlands tre försvarsgrenar. De övriga är marinen och flygvapnet. Landsstridskrafterna indelas i vapenslag. Den finländska armén har deltagit i ett flertal krig varav det senaste utkämpades 1944–1945. Idag deltar de finländska styrkorna bland annat i EU:s snabbinsatsstyrkor, Natos PFF-program samt i Förenta nationernas fredsbevarande styrkor. Finländska soldaternas huvudvapen är 7,62 stormgevär 62.

## Förband och struktur
Finland är sedan 2015 indelat i följande förband, vilka direkt lyder under Arméstaben.
- Björneborgs brigad
- Gardesjägarregementet
- Kajanalands brigad
- Karelska brigaden
- Jägarbrigaden
- Markstridsskolan
- Pansarbrigaden
- Uttis jägarregemente

År 2008 gällde följande struktur.
| Norra Finlands militärlän - Staben för Norra Finlands militärlän - Jägarbrigaden - Kajanalands brigad - Lapplands luftvärnsregemente | Västra Finlands militärlän - Staben för Västra Finlands militärlän - Helsingfors luftvärnsregemente - Tavastlands regemente - Försvarshögskolan - Pansarbrigaden - Pionjärregementet - Björneborgs brigad - Artilleribrigaden - Signalregementet | Östra Finlands militärlän - Staben för Östra Finlands militärlän - Karelska brigaden - Markstridsskolan - Norra Karelens brigad - Reservofficersskolan - Uttis jägarregemente | Södra Finlands militärlän - Staben för Södra Finlands militärlän - Gardesjägarregementet |

### Rekrytering
Armén rekryterar enbart inom Finland och enbart till speciella förband.

## Armén idag

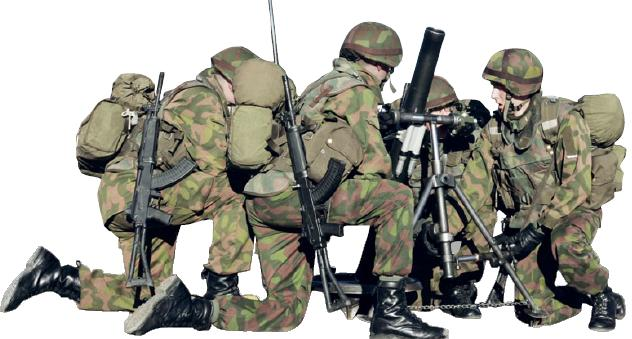
Finländsk granatkastargrupp i eldställning

### Statistik
| Statistik över den finländska armén | Statistik över den finländska armén |
| ----------------------------------- | ----------------------------------- |
| Manskap (armén)                     | 20 500                              |
| Krigstida styrka                    | 340 000                             |
| Stridsvagnar                        | 124 Leopard 2A4,100 Leopard 2 A6    |
| Pansarfordon                        | 102 CV 9030 IFV, 274 BMP-1/BMP-2    |
| Pansarfordon                        | 614                                 |
| Terrängfordon                       | 15 000                              |
| Artilleri                           | 714                                 |
| Flygplan                            | 34 helikoptrar, 6 UAV               |

### Nuvarande insatta styrkor
| Område                  | Insats              | Datum       |              |
| ----------------------- | ------------------- | ----------- | ------------ |
| Afghanistan             | Afghanistan         | 2002 - 2021 | 100 man      |
| Bosnien och Hercegovina | Bosnien-Hercegovina | 2004        | 180 man      |
| /                       | Eritrea/Etiopien    | 2000        | 7 övervakare |
| /                       | Kashmir             | 1961        | 5 man        |
| Serbien                 | Kosovo              | 1999        | 450 man      |
| Liberia                 | Liberia             | 2003        | 2 officerare |
| Libanon                 | Libanon             | 1961        | 14 man       |
| Sudan                   | Sudan               | 2005        | 2 officerare |

### Utrustning
För utrustning, se Utrustning i Finlands armé.

## Fanor och standar

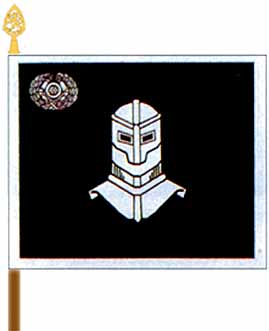
Pansarbrigadens fana
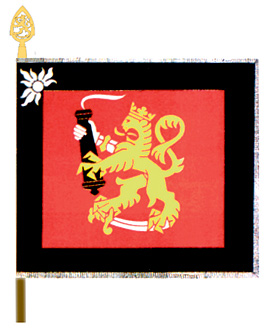
Artilleribrigadens fana
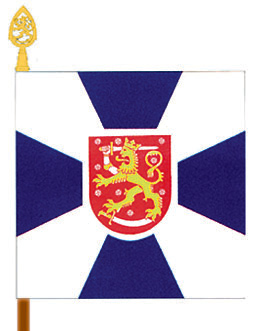
Gardesjägarregementets fana
Uttis Jägarregementes fana

## Grader och beteckningar
- Militära grader i Finland [1]